# Gloveria integrifolia
Gloveria integrifolia es la única especie del género monotípico Gloveria,  perteneciente a la familia de las celastráceas. Es  originaria de  Sudáfrica.

## Descripción
Son plantas glabras, muy espinosas, ramas verrugosas; las hojas pecioladas, ovadas-oblongas u oblongas, obtusas o emarginadas, absolutamente  coriáceas, sin venas, la parte superior recurvada; las inflorescencias en panículas axilares, laxas. Un arbusto rígido, erizado de espinas horizontales fuertes. Flores blancas. Pétalos ovado-oblongas. El fruto es una cápsula  apenas atenuada en la base. Semillas oval-oblongas, imperfectamente ariladas.

## Taxonomía
Gloveria integrifolia fue descrita por (L.f.) Jordaan y publicado en South African Journal of Botany 64: 299. 1998.
Sinonimia
- Catha integrifolia (L.f.) G.Don
- Celastrus integrifolius L.f.	basónimo
- Gymnosporia integrifolia (L.f.) Glover[3]